# 第38回日本ラグビーフットボール選手権大会
第38回日本ラグビーフットボール選手権大会は、2001年2月11日から2001年2月25日まで秩父宮ラグビー場及び近鉄花園ラグビー場及び国立霞ヶ丘競技場陸上競技場で行われた日本ラグビーフットボール選手権大会である。

## 概要
決勝で同点のため、史上初の両チーム優勝となった。

## 出場チーム
8チーム
社会人
- 神戸製鋼(第53回全国社会人大会優勝チーム・3年連続10回目)
- トヨタ自動車(第53回全国社会人大会準優勝チーム・4年連続8回目)
- NEC(第53回全国社会人大会ベスト4チーム・2年連続2回目)
- サントリー(第53回全国社会人大会ベスト4チーム・2年ぶり4回目)

大学
- 関東学院大学(第37回大学選手権優勝校・4年連続4回目)
- 法政大学(第37回大学選手権準優勝校・8年ぶり5回目)
- 慶應義塾大学(第37回大学選手権ベスト4校・3年連続5回目)
- 同志社大学(第37回大学選手権ベスト4校・2年連続7回目)

## 試合結果

### 1回戦
2月11日(日)
秩父宮ラグビー場　第1試合
- NEC 64-26 関東学院大学

秩父宮ラグビー場　第2試合
- 神戸製鋼 78-7 慶應義塾大学

近鉄花園ラグビー場　第1試合
- サントリー 79-26 法政大学

近鉄花園ラグビー場　第2試合
- トヨタ自動車 70-5 同志社大学

### 2回戦
2月18日(日)
秩父宮ラグビー場
- サントリー 31-17 トヨタ自動車

近鉄花園ラグビー場
- 神戸製鋼 57-36 NEC

### 決勝
| 2月25日 14:00 | 神戸製鋼                                                                        | 27 - 27 | サントリー                                                                        | 国立霞ヶ丘競技場陸上競技場 レフリー: 下井真介 |
| 2月25日 14:00 | トライ: 大畑大介 苑田右二 八ッ橋修身(2) コンバート: ミラー(2/4) PK: ミラー(1/1) | Report  | トライ: 北條純一(2) 福田茂樹 吉田尚史 コンバート: 永友洋司(2/4) PK: 永友洋司(1/2) | 国立霞ヶ丘競技場陸上競技場 レフリー: 下井真介 |

| FB       | 15 | 八ッ橋修身           |
| RW       | 14 | 平尾剛史             |
| OC       | 13 | 大畑大介             |
| IC       | 12 | 元木由記雄           |
| LW       | 11 | 増保輝則 ()          |
| FH       | 10 | アンドリュー・ミラー |
| SH       | 9  | 苑田右二             |
| N8       | 8  | 伊藤剛臣             |
| OF       | 7  | 冨岡洋               |
| BF       | 6  | 小村淳               |
| RL       | 5  | ブレア・ラーセン     |
| LL       | 4  | 小泉和也             |
| TP       | 3  | 清水秀司             |
| HK       | 2  | 弘津英司             |
| LP       | 1  | 中道紀和             |
| Coach:   |    |                      |
| 萩本光威 |    |                      |

| FB       | 15 | 吉田尚史                   |
| RW       | 14 | 福田茂樹                   |
| OC       | 13 | アルフレッド・ウルイナヤウ |
| IC       | 12 | 浅田朗                     |
| LW       | 11 | 北條純一                   |
| FH       | 10 | 沢木敬介                   |
| SH       | 9  | 永友洋司                   |
| N8       | 8  | 斉藤祐也                   |
| OF       | 7  | ヘイデン・スコーン         |
| BF       | 6  | 大久保直弥                 |
| RL       | 5  | 早野貴大                   |
| LL       | 4  | 大久保尚哉                 |
| TP       | 3  | 元吉和中                   |
| HK       | 2  | 坂田正彰                   |
| LP       | 1  | 長谷川慎                   |
| Coach:   |    |                            |
| 土田雅人 |    |                            |

| 日本ラグビーフットボール選手権大会 第38回大会 優勝 |
| -------------------------------------------------- |
| 神戸製鋼 2年連続9回目                              |
| サントリー 5年ぶり2回目                            |